# プサルタリー
プサルタリー(英語：psaltery)とは、木箱に24本のピアノ線を張った楽器を指す。ギリシャ語では、プサルテリオン(psalterion)。

## 歴史

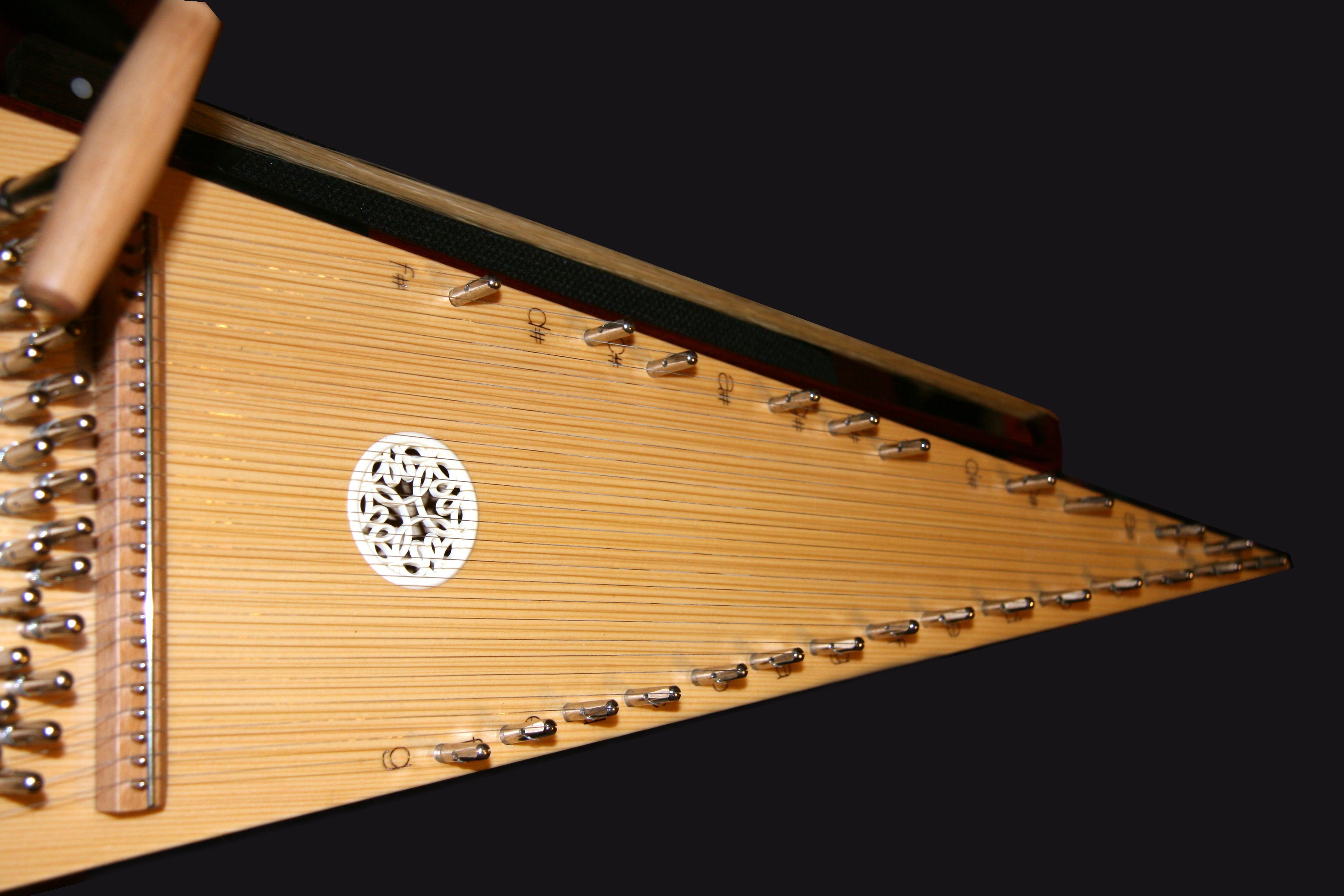
プサルタリー

元々は、「指で弾く」というギリシャ語「Psallein」から派生した言葉でハープを意味していた。
その後、「Psalterion」という名称で聖書、特に詩編に登場し、そのうち57編にはリラの伴奏で歌う賛歌の意味である「Psalmos」の名で表れ、プサルテリオンが詩編の伴奏楽器として用いられたと考えられている。
18世紀までにプサルテリオンは極めて異なった幾つかの楽器に派生していき、ハンマーで叩く打楽器は「ダルシマー」となり、鍵盤機構をつけた鍵盤楽器は「ハープシコード」となった。
20世紀になりプサルテリオンは古い音楽の演奏のために復活し、ドイツで1930年代にエトガル・シュターマーによって弓で弾くさまざまな大きさのプサルテリオンが考案され、現在に至る。